# Rudolf Kučera
Rudolf Kučera (Spytihněv, Protectorado de Bohemia y Moravia; 3 de enero de 1940-Praga, República Checa; 11 de mayo de 2024) fue un futbolista checoslovaco que jugó en la posición de delantero.

## Carrera

### Club
| Periodo   | Club             |
| --------- | ---------------- |
| 1952-1956 | Tatran Napajedla |
| 1957-1959 | TJ Gottwaldov    |
| 1959-1967 | Dukla Praga      |

### Selección nacional
Debutó en el Dalymount Park en una victoria por 3–1 ante Irlanda en la clasificación para la Copa Mundial de Fútbol de 1962 el 8 de octubre de 1961. Anotó tres goles en nueve apariciones con la selección nacional entre 1961 y 1963, pero se perdería el mundial de Chile 1962 por una lesión.

#### Goles con selección nacional
| N.º | Fecha      | Sede                                                           | Rival                | Marcador | Resultado | Evento                                |
| --- | ---------- | -------------------------------------------------------------- | -------------------- | -------- | --------- | ------------------------------------- |
| 1.  | 16-9-1962  | Praterstadion, Vienna, Austria                                 | Austria              | 1–0      | 6–0       | Amistoso                              |
| 2.  | 16-9-1962  | Praterstadion, Vienna, Austria                                 | Austria              | 5–0      | 6–0       | Amistoso                              |
| 3.  | 21-11-1962 | Walter Ulbricht Stadion, Berlín Oriental, Alemania Democrática | Alemania Democrática | 1–2      | 1–2       | 1964 European Nations' Cup qualifying |

## Logros

### Club
- Czechoslovak First League (3): 1960–61, 1961–62, 1962–63.
- Czechoslovak Cup (1): 1960–61

### Individual
- Goleador de la Czechoslovak First League: 1960–61 (compartido)